# Francis Lovell
Francis Lovell (vers 1456 – probablement juin 1487), 9e baron Lovell, 6e baron Holand et 1er vicomte Lovell, était un noble anglais et soutien de Richard III. Sir William Catesby, Sir Richard Ratcliffe et Lord Lovell étaient les conseillers de Richard. Lovell était également le meilleur ami de Richard. Fidèle de la Maison d'York, Lovell continua la résistance yorkiste sous le règne d'Henri VII, mais son sort est inconnu après la bataille de Stoke en 1487.

## Jeunesse
Francis était le fils de John Lovell et Joan Beaumont. Lorsque son père mourut en 1465, Francis hérita des titres de Baron Lovell et Baron Holand. Il devint pupille d'Édouard IV, qui le confia à Richard Neville, chez qui le frère d'Édouard, Richard vivait pour parfaire son éducation. Les deux garçons devinrent à ce moment-là amis.
En 1466, Francis épousa Anne FitzHugh, fille d'Henry FitzHugh, 5e Baron FitzHugh. FitzHugh avait épousé Alice Neville, sœur de Warwick, et soutint la rébellion de son beau-frère en mars 1470. Comme le pardon accordé à Lord FitzHugh mentionne Francis Lovell, il est probable que Lovell vivait chez son beau-père. Lorsqu'Édouard IV fut restauré en 1471, il confia la garde de Lovell à sa sœur Élisabeth et son mari John de la Pole (2e duc de Suffolk).
À la mort de sa grand-mère paternelle Alice Deincourt en 1474, Lovell hérita des baronnies de Deincourt, de Grey of Rotherfield, et de Bedale.

## Soutien de Richard III
Lovell devint un soutien de son ami Richard de Gloucester, auquel il était également lié par son mariage : Anne FitzHugh était la cousine d'Anne Neville, épouse de Richard à partir de 1472. Lovell accompagna Richard lors de sa campagne en Écosse en 1482, et fut adoubé par Richard. Il fut créé vicomte Lovell le 4 janvier 1483. Après le décès d'Édouard IV en avril 1483, il devint un partisan acharné en faveur de l'accession au trône de Richard. En tant que Lord Protecteur du jeune Édouard V, Richard le fit connétable du château de Wallingford.
Richard accéda au trône le 26 juin 1483 ; à son couronnement le 6 juillet, Lovell porta la troisième épée de l'État. Lovell fut promu au poste de Lord chambellan, remplaçant William Hastings, et fait chevalier de l'Ordre de la Jarretière. Il participa à la suppression de la rébellion d'Henry Stafford (2e duc de Buckingham) en octobre 1483.
En juillet 1484, William Collingbourne, un agent Tudor, afficha une caricature du régime de Richard III sur les portes de la Cathédrale Saint-Paul de Londres, qui mentionne Lovell, dont le symbole héraldique est un loup d'argent,, comme l'un des trois mauvais conseillers du roi Richard :

« Le chat, le rat et Lovell notre chien, règnent sur l'Angleterre sous la houlette d'un sanglier. »

## Bataille de Bosworth et disparition
En juin 1485, Lovell fut nommé défenseur de la côte Sud de l'Angleterre en prélude d'une invasion d'Henri Tudor. Cependant, Tudor débarqua à Milford Haven, au Pays de Galles. Il est probable que Lovell participât à la bataille de Bosworth le 22 août 1485, où Richard est tué. Henri Tudor monte sur le trône sous le nom d'Henri VII. Deux rapports citent Lovell comme ayant été tué mais en réalité il s'est échappé à Colchester. En avril 1486, il tente de s'emparer d'Henri VII mais son complot échoue et il doit s'enfuir auprès de Marguerite d'York en Flandre.
Il soutient la révolte en faveur de Lambert Simnel en 1487. Avec John de la Pole, 1er comte de Lincoln, il accompagne le prétendant en Irlande et combat pour lui à la bataille de Stoke le 16 juin 1487. Il s'échappe en Écosse, où le 19 juin 1488 Jacques IV lui délivre un sauf-conduit. Aucune information sur son sort ne subsiste par la suite.
Anne Fitzhugh reçut une rente de 20£ en 1489. Elle était toujours vivante en 1495, sa date de décès reste inconnue.

## Sources
- (en) « Francis Lovell », dans Encyclopædia Britannica [détail de l’édition], 1911 (lire sur Wikisource).
- (en) W.A.J. Archbold, « Francis Lovell, Viscount Lovell (1454-1487?) », Dictionary of National Biography, vol. 34,‎ 1893, p. 172–173
- (en) Charles Ross, Richard III, 1981